# Klaas Veering
Klaas Veering, född den 26 september 1981 i Leiden, Nederländerna, är en nederländsk landhockeyspelare.
Han tog OS-silver i herrarnas landhockeyturnering i samband med de olympiska landhockeytävlingarna 2004 i Aten.